# كأس التحدي للكرة الطائرة للرجال
كأس التحدي للكرة الطائرة للرجال هي بطولة دولية للكرة الطائرة يشارك بها المنتخبات الأعضاء في الاتحاد الدولي للكرة الطائرة.أنطلقت أول نسخة للبطولة في 2017.